# Odostomia delicatula
Odostomia delicatula är en snäckart som beskrevs av Carpenter 1864. Odostomia delicatula ingår i släktet Odostomia och familjen Pyramidellidae. Inga underarter finns listade i Catalogue of Life.